# Documentação
Documentação é o conjunto de todos documentos, que são todas as fontes contendo informações que ajudem a tomar decisões, comuniquem decisões tomadas, registrem assuntos de interesse da organização ou do indivíduo.
Tem como característica reunir informações escritas acumuladas numa série sucessiva de anotações, quando dizem respeito a uma organização ou a um indivíduo, assumem a característica de documento. O conjunto dos documentos passa a constituir a documentação, com fins comerciais, industriais, jurídicos, escolares, etc.
Arquivos é a guarda de documentos concernentes a fatos. Sua finalidade é armazenar a informação sob a forma de documentos, reunidos de maneira que permita uma localização segura e rápida.
Tem como função adequar-se às exigências da organização, constituir-se num centro ativo e dinâmico de informações e ser um instrumento de conservação de documentos.
Os princípios do arquivo são: localização rápida, segurança, flexibilidade, controle e sigilo.